# F-liiga
De F-liiga is de hoogste, professionele floorballafdeling van Finland. Er bestaat zowel een vrouwencompetitie als een mannencompetitie. De winnaar van de competitie mag zich landskampioen noemen en speelt het seizoen erop in de Champions Cup (floorball), net zoals de bekerwinnaar van Finland. De competitie werd in 1986 opgericht maar heet pas sinds 1994 Salibandyliiga, en vanaf het seizoen 2020/21 heet de competitie F-liiga. De F-liiga wordt georganiseerd door de besloten vennootschap SSBL Salibandy Oy, dat door de Finse Floorball Federatie (SSBL) wordt beheerd.

## Structuur seizoen[1]
Een seizoen start met een normale competitie waarbij ieder team drie wedstrijden speelt tegen elk ander team, met minstens één uit- en thuiswedstrijd. De teams die aan het eind van de reguliere competitie in de top-8 staan, zijn geplaatst voor de play-offs. De laatste twee teams van de reguliere competitie (11e en 12e) spelen met de zes beste teams van Inssi-Divarin kwalificatieduels om volgend seizoen in de F-League te spelen. De kwalificatie wordt in twee fasen gespeeld volgens het best-of-five-systeem, en de twee winnaars van de tweede fase van de kwalificatie spelen in het volgende seizoen in de F-liiga.
De play-offs worden gespeeld in het voorjaar. In de play-offs wordt er gespeeld om het landskampioenschap en het Europese ticket. De play-offs bestaan uit een knock-outsysteem waarbij de kwartfinals gespeeld worden over maximaal vijf wedstrijden. De teams die drie keer weten te winnen, gaan door naar de volgende ronde, waar net zoals in de finale de winnaar wordt bepaald in maximaal zeven wedstrijden. 

## Clubs
De volgende clubs komen in het seizoen 2024/25 uit in de F-liiga. De recordkampioen bij de mannen, Viikingit fuseerde in 2017 met Tapanilan Erä, en de fusieclub heeft anno 2024 nog geen prijs gewonnen.

### Mannen
- SC Classic
- Eräviikingit
- FBC Turku
- Happee
- JYMY
- LASB
- Nokian Kristityt Palloilijat
- Oilers
- Oulun Luistinseura
- Seinäjoen Peliveljet
- TPS Turku
- Westend Indians

### Vrouwen
- ÅIF
- Classic
- Eräviikingit
- FBC Loisto
- KOO-VEE
- O2-Jyväskylä
- Porvoon Salibandyseura
- SAIPA
- SB-PRO
- SS Rankat Ankat
- Turun Palloseura
- Wellhot